# Пиментейрас-ду-Уэсти

Пиментейрас-ду-Уэсти на карте штата.

Пиментейрас-ду-Уэсти (порт. Pimenteiras do Oeste)  —  муниципалитет в Бразилии, входит в штат Рондония. Составная часть мезорегиона Восток штата Рондония. Входит в экономико-статистический  микрорегион Колораду-ду-Уэсти. Население составляет 2 315 человек на 2010 год. Занимает площадь 6 014,73 км². Плотность населения — 0,38 чел./км².

## История
Город основан 27 декабря 1995 года. 

## Демография
Согласно сведениям, собранным в ходе переписи 2010 г. Национальным институтом географии и статистики (IBGE), население муниципалитета составляет:
| Полное население                               | Полное население                               | Полное население                               | Полное население                               | 2 315 |
| ---------------------------------------------- | ---------------------------------------------- | ---------------------------------------------- | ---------------------------------------------- | ----- |
| в том числе:                                   | Городское население                            | 1 292                                          | Процент городского населения, %                | 55,81 |
|                                                | Сельское население                             | 1 023                                          | Процент сельского населения, %                 | 44,19 |
|                                                | Мужское население                              | 1 218                                          | Процент мужского населения, %                  | 52,61 |
|                                                | Женское население                              | 1 097                                          | Процент женского населения, %                  | 47,39 |
| Плотность населения, чел/км²                   | Плотность населения, чел/км²                   | Плотность населения, чел/км²                   | Плотность населения, чел/км²                   | 0,38  |
| Население муниципалитета в % к населению штата | Население муниципалитета в % к населению штата | Население муниципалитета в % к населению штата | Население муниципалитета в % к населению штата | 0,15  |

По данным оценки 2015 года население муниципалитета составляет 2 424 жителя.

## Статистика
- Валовой внутренний продукт на 2004 составляет 19.081.000,00 реалов (данные: Бразильский институт географии и статистики).
- Валовой внутренний продукт на душу населения на 2004 составляет 7.246,00 реалов (данные: Бразильский институт географии и статистики).
- Индекс развития человеческого потенциала на 2000 составляет 0,715 (данные: Программа развития ООН).

## География
Климат местности: экваториальный. В соответствии с классификацией Кёппена, климат относится к категории Am.

## Важнейшие населенные пункты
| № | Населённый пункт     | Населённый пункт (порт.) | Категория | Население чел. (2010) | На карте                        |
| - | -------------------- | ------------------------ | --------- | --------------------- | ------------------------------- |
| 1 | Пиментейрас-ду-Уэсти | Pimenteiras do Oeste     | город     | 1292                  | 13°28′52″ ю. ш. 61°02′49″ з. д. |